# 棕鸣螽属
棕鸣螽属（学名：Brunneus）是鸣螽科的一属。

## 下属物种
本属包括以下物种：
- 海房棕鸣螽 Brunneus haifanggouensis Hong, 1983